# Иллюстрации к сказкам Льюиса Кэрролла об Алисе
Сказки об Алисе Льюиса Кэрролла в книжной иллюстрации неоднократно становились темой научных статей и популярных обзоров для широкой аудитории. Тексты сказок Льюиса Кэрролла об Алисе предоставляют художникам богатый материал для создания фантастических образов. Многие иллюстраторы «Алисы» ставили перед собой задачу достижения эстетического единства текста и изображения, а не только перевода литературного текста на язык зрительных образов.
Существуют выполненные разными художниками иллюстрации ко всем четырём сказкам, созданным английским писателем о приключениях девочки: к первоначальному варианту «Приключения Алисы под землёй» (англ. Alice's Adventures Under Ground, книга закончена к февралю 1863 года), двум наиболее известным сказкам «Алиса в Стране чудес» (в оригинале: Alice’s Adventures in Wonderland — «Приключения Алисы в стране чудес», 1865) и «Алиса в Зазеркалье» (в оригинале: Through the Looking-Glass, and What Alice Found There — «Сквозь зеркало, и Что там нашла Алиса», 1871), а также к поздней адаптации для младшего возраста, сделанной самим писателем «„Алиса“ для детей» (англ. The Nursery “Alice”, в русском издании — «Приключения Алисы в Стране чудес, рассказанные для маленьких читателей самим автором», 1889 год, издана в 1890 году).
Многие крупные художники иллюстрировали книги Кэрролла об Алисе, некоторые из них специализировались именно на детской книжной графике, другие лишь изредка обращались к созданию иллюстраций к детской книге. Целый ряд художников был отмечен национальными и международными наградами за эти иллюстрации. Проходили выставки, на которых были представлены произведения, вдохновлённые сюжетами английского писателя. Наиболее широкое освещение на таких выставках получала именно книжная иллюстрация. Существуют коллекционеры, которые поставили перед собой задачу собирания редких иллюстрированных изданий сказок Льюиса Кэрролла об Алисе.

## Историография темы
К 2018 году существуют общие обзоры, посвящённые данной теме, и альбомы, в которых представлены наиболее ценные в художественном отношении иллюстрации по мнению составителей. В 1972 году в Великобритании была опубликована (а в 1979 году выдержала второе издание) книга художника и искусствоведа Грэма Овендена «Иллюстраторы „Алисы в Стране Чудес“ и „Алисы в Зазеркалье“» (англ. «The Illustrators of Alice in Wonderland and Through the looking glass»). Художественный критик отмечал в рецензии, что читатели книги «смогут увидеть не только влияние эпохи на каждого отдельного иллюстратора, но и то, как он пытается преодолеть условности и технологические ограничения своего периода и как он либо побеждает их, либо становится их жертвой». Предисловие Джона Дэвиса даёт краткий критический и исторический обзор творчества представленных художников. Приводятся 138 иллюстраций и список из 100 иллюстрированных изданий сказок Кэрролла.
Большая IV глава книги профессора Кингстонского университета Уилла Брукера «Приключения Алисы: Льюис Кэрролл в массовой культуре» (англ. «Alice's Adventures: Lewis Carroll in Popular Culture») посвящена иллюстрациям к книгам Кэрролла об Алисе. Она заканчивается анализом графических серий, созданных на рубеже XX и XXI веков. В 2012 году вышла коллективная книга-альбом Джеффа Менгеса и Марка Берстейна «Иллюстрированная „Алиса“: 120 изображений из классических сказок Льюиса Кэрролла» (англ. «Alice Illustrated: 120 Images from the Classic Tales of Lewis Carroll»).
В 2013 году появилась на русском языке большая статья исследователя творчества Кэрролла, переводчицы, специалиста по книжной графике Ольги Синицыной «Ранние иллюстраторы „Алисы“». Статья была посвящена иллюстрированию сказок Кэрролла от первого издания до 1911 года. В 2010, 2011 и 2013 годах вышел тремя изданиями альбом «Льюис Кэрролл: Алиса в Стране чудес. В Стране чудес Алисы. Книга-альбом». В нём приводятся образцы иллюстраций от рисунков Льюиса Кэрролла до гелиогравюр Сальвадора Дали. В альбом включены и работы российских и советских иллюстраторов: Геннадия Калиновского, Мая Митурича, Юрия Ващенко. Иллюстрации расположены по сюжетам и главам сказки английского писателя в свободном порядке: эпохи, жанры, и графические техники сознательно смешаны. Это, по замыслу авторов, должно придавать книге динамику, создавать интригу и свежесть восприятия знакомых изображений. Вступительная статья к альбому была написана Ольгой Синицыной. Некоторые рисунки сопровождены комментариями, приводятся краткие биографии иллюстраторов.
В ноябре 2011 — январе 2012 года в Ливерпуле состоялась крупная выставка, на которой были представлены работы фотографов и художников на сюжеты сказок Льюиса Кэрролла, в том числе иллюстрации к книгам писателя. Организаторы выставки предупреждали, что в современных разделах выставки есть произведения искусства, которые не подходят для детей, а семьи и школьные группы могут попросить сотрудника галереи предоставить дополнительную информацию по этому поводу. В 2016 году подобную выставку провёл Университет Мериленда в США на основе коллекции Августа и Клэр Имхольц. Представлены были многочисленные книжные иллюстрации к сказкам Кэрролла. Был издан иллюстрированный каталог выставки.
Существует большое количество научных и научно-популярных статей, посвящённых работе конкретных художников над иллюстрациями к сказкам Кэрролла. В частности, сотрудница Кембриджского университета Джессика Лим опубликовала в 2016 году статью, посвящённую сравнительному анализу иллюстраций Кэрролла и Тенниела. Несколько статей и диссертация Джун Хоппер посвящены иллюстрациям писателя и художника Мервина Пика. Сотрудник Университета Бункё Кацуко Касаи опубликовал в 1991 году статью «Руралисты и Алиса», в которой анализировал посвящённые сказкам Кэрролла работы художников, входивших в художественное объединение «Братство руралистов».
Другой тип научных статей представляет попытку авторов сравнить трактовку конкретного персонажа Кэрролла в иллюстрациях определённого временного диапазона. Так Бетти Клевер и Барбара Эрдман поставили задачу проследить изменение трактовки образа Алисы и параметров воздействия на изменение этого образа, сравнив восемнадцать разных изданий, опубликованных между 1865 и 1993 годами. Анализ показал, что, хотя характер Алисы и был представлен по-разному, серьёзных изменений он не претерпел. За исключением двух «мультикультурных» версий, Алиса всегда была представлена энергичной девушкой в коротком платьице с фартуком. Авторы не нашли принципиально новых интерпретаций, отличных от оригинальных иллюстраций Джона Тенниела.

## Классическая викторианская графика
Викторианская книжная иллюстрация помогала читателям лучше понимать содержание произведений. На художника возлагалась также воспитательная миссия, выражавшаяся в трактовке изображения с точки зрения общепринятой морали. Оригинальность художественного языка и собственная трактовка иллюстратора не имели при этом для читателя большого значения. Главной целью была «максимально адекватная передача литературного замысла в зрительных образах с предельно точной и корректной проработкой всех деталей».

### Иллюстрации Льюиса Кэрролла
Сам Льюис Кэрролл создал к рукописи сказки «Приключения Алисы под землёй» тридцать семь иллюстраций, выполненных пером и карандашом. Эту рукопись он подарил Алисе Лидделл, которая послужила прообразом главной героини сказок, на Рождество (исследователи предполагают, что прототипом второй известной сказки Кэрролла «Алиса в Зазеркалье» была другая девочка — Алиса Теодора Рейкс, англ. Alice Theodora Raikes). Рукопись хранилась долгое время в семье Алисы. Кэрролл в 1885 году написал письмо Алисе (к тому времени уже сменившей фамилию на Харгривз по мужу) с просьбой позволить сделать факсимильное издание рукописи «Приключений Алисы под землей». Та согласилась и отправила рукопись автору. Фотографирование было закончено только к Рождеству 1886 года. Фотограф, переснимавший страницы рукописи, исчез после неосторожной передачи Кэрроллом авансом всей причитавшейся ему суммы. Кэрролл спустя длительное время нашёл его и заставил завершить начатую работу. В 1928 году Алиса Лидделл продала рукопись писателя на аукционе, чтобы расплатиться с семейными долгами. Длительное время манускрипт находился в частных собраниях на территории США, а в 1946 году директор Библиотеки Конгресса Лютер Эванс организовал сбор средств для того, чтобы выкупить рукопись, выставленную к этому времени на аукционе, с целью передать её в дар Британскому музею. Работа была приобретена за 50 000 долларов. 13 ноября 1948 года Эванс передал её в дар Британскому музею с формулировкой: «Британскому народу… в знак признательности за то, что они сдерживали Гитлера, давая нам возможность подготовиться к войне». В 1985 году Британская библиотека выпустила второе факсимильное издание рукописи «Приключений Алисы под землей».
Кэрролл брал уроки рисования, часто рисовал с натуры в зоопарке, в детстве издавал домашний иллюстрированный журнал. С точки зрения художественного уровня, его иллюстрации далеки от совершенства, но в них автор постарался изобразить, как он представлял своих героев, какие детали их облика и характера были для него важными. При этом сказочная Алиса внешне оказалась совсем не похожей на реальную Алису Лидделл, хотя характер девочки из книг был близок Алисе Лидделл. В конце рукописи Кэрролл нарисовал портрет Алисы, однако в подаренной Лидделл рукописи этот рисунок был заклеен овальной фотографией семилетней Алисы, сделанной самим Кэрроллом.
Считается, что из всех героев авторских иллюстраций Алиса удалась Кэрроллу хуже всего. Синицына соглашается с этим мнением, но отмечает, что иллюстрации Кэрролла «милы, как детские рисунки». Позже «наивное» направление в иллюстрировании книг Кэрролла станет одним из наиболее влиятельных. По мнению Синицыной, Кэрроллу удалось как в тексте, так и в иллюстрациях передать самообладание и учтивость девочки. Кэрролл относился к своим иллюстрациям, как средневековый художник. Он помещал рисунки не только на отдельных листах, но и среди текста, что важно для более точного понимания сюжета. Ему также удались, по мнению Синицыной, многофигурные сцены в стиле позднеготических рукописей и живописи Северного Возрождения. При этом многие значимые для писателя характеристики были впоследствии забыты или даже отвергнуты. Так, герои Кэрролла не похожи на карточные прототипы. Сходство с картами появилось только у Тенниела. В некоторых сценах Кэрроллу прекрасно удается передать сложное эмоциональное состояние героев, особенно животных. Синицына объясняет это длительными наблюдениями за животными в зоопарке и изучением иллюстрированных книг по зоологии и орнитологии. Яркость характера таких героев, однако, оказывается для Кэрролла важнее, чем внешнее сходство.
Кэрролл построил свои иллюстрации в соответствии с законами линейной перспективы. Фигуры на переднем плане при этом кажутся плоскими и напоминают средневековые рельефы. Синицына отмечает, что Кэрролл не попытался передать сложное психологическое состояние сна и пробуждения, характерное для иллюстраций XX века.
- Льюис Кэрролл. Портрет-миниатюра Алисы Лидделл
- Льюис Кэрролл. Заключительная страница рукописи «Приключений Алисы под землёй» с фотографией Лидделл
- Льюис Кэрролл. Алиса и Белый Кролик
- Льюис Кэрролл. Алиса и Гусеница
- Льюис Кэрролл. Алиса
- Льюис Кэрролл. Алиса и Королева Червей

### Иллюстрации Джона Тенниела
В феврале 1864 года Кэрролл познакомился с художником-иллюстратором Джоном Тенниелом. В апреле они договорились о совместной работе над «Алисой в Стране чудес». Каждый из рисунков Тенниела иллюстрирует определённую цитату из книги, так как сам Кэрролл требовал, чтобы иллюстрации точно соответствовали тексту. Современники, однако, писали, что Кэрролл был недоволен иллюстрациями Тенниела и лишь Шалтая-Болтая из «Алисы в Зазеркалье» находил удовлетворительным. Все свои рисунки Тенниел обсуждал с автором, который предлагал ему собственные иллюстрации как образец для работы. Художник же воспринимал созданные самим Кэрроллом иллюстрации только как общее «руководство», которому не обязательно следовать. Художник потребовал от писателя убрать из книги целый эпизод «Оса в парике», мотивировав это тем, что он «меня мало интересует». Тенниел также отказался от предложения Кэрролла использовать в качестве модели для Алисы на иллюстрациях фотографию конкретной девочки — Мэри Хилтон Бэдкок (англ. Mary Hilton Badcock), дочери настоятеля собора в городе Рипоне в Норт-Йоркшире. Источником информации об этом служит недатированное письмо, написанное самим Кэрроллом и адресованное художнице Эмили Гертруде Томпсон. Журналистка The Times Джоанна Питман так описывает девочку на фотографии: Мэри — слегка грубоватая блондинка, которая сидит прямо, словно кукла, с аккуратно уложенными волосами, одетая в платье (с кринолином и у самых плеч затянутыми рукавами), которое Алиса носит в своих приключениях. По её мнению, Тенниел всё-таки создавал свой образ Алисы с этой фотографии. Фотография была сделана самим Кэрроллом с разрешения отца Мэри, преподобного Эдварда Бэйнса Бэдкока, или получена писателем от него в Рипоне в конце января 1865 года. Исследователь творчества Кэрролла Эдвард Уэйклинг относится к данной истории критически и называет её «популярным мифом», отмечая, что к этому времени работа Тенниела над иллюстрациями была уже в разгаре и художник вообще никогда не использовал модели для создания своих иллюстраций. В отличие от него Хендрик ван Леувен воспринимает этот рассказ как реальный, хотя и удивлён тем, что писатель выбрал именно эту девочку в качестве модели. По другой версии, моделью для художника должна была служить дочь редактора журнала «Punch» Марка Лемона Кэт. 
У Тенниела Алиса — внешне викторианская девочка, но наделена «достаточной мерой условности, чтобы не быть конкретно узнаваемой». Она не похожа на реальную девочку. Тенниел не пытается передать и её эмоциональное состояние (что отвечает замыслу Кэрролла). По мнению Синицыной, образ самой Алисы не стал главной художественной удачей Тенниела. Кэрролл убеждал Тенниела, что тот должен работать с натурой, от чего Тенниел также отказался. Изображения животных, птиц и вымышленных существ Тенниел рисовал не с натуры, но тренировался точно передавать строение тел и движения разных живых существ. Эти существа у него отличаются реалистичностью в сочетании с точностью передачи тех сказочных характеристик, которыми снабжает своих героев автор. Так, Белый Кролик Тенниела для многих последующих иллюстраторов стал «прототипом» (серьёзный, сосредоточенный, одет в клетчатый пиджак, жилет, рубашку, галстук-бабочку, в руках — часы и зонтик-трость). Все существа на гравюрах Тенниела сохраняют свой биологический узнаваемый облик. Некоторые образы основаны на портретном сходстве. Художник придал образу Додо черты самого Кэрролла, а в качестве модели для Герцогини использовал «Гротескное изображение старой женщины» XVI века нидерландского художника Квентина Массейса из Лондонской национальной галереи (известное также как «Портрет старухи» и «Уродливая герцогиня»). Джон Тенниел настоял на том, что в печатной версии книги в крокет играют не страусами, а фламинго. Он даже настаивал в общении с Кэрроллом, что главу нужно выбросить, если не будут заменены птицы. Изображение Белого Рыцаря (шахматного коня), которого Кэрролл считал своим «alter ego», в иллюстрациях художника превратилось в стилизованный автопортрет самого Тенниела. Лев и Единорог — шаржи на политиков, премьер-министра консерватора Бенджамина Дизраэли и лидера либеральной партии Уильяма Гладстона. 
Тенниел заставил Кэрролла долго себя упрашивать и считаться с его мнением, прежде чем согласился проиллюстрировать вторую книгу — «Алису в Зазеркалье». Исследовательница творчества Кэрролла Н. М. Демурова обратила внимание на то, что рисунки Тенниела здесь показывают переход персонажей от «человеческой» ипостаси к «шахматной» и обратно. В начале книги Белый Рыцарь — это шахматный Конь, в конце её — благородный Рыцарь; на отдельных иллюстрациях эти ипостаси соединяются воедино, и в изображённом персонаже присутствуют и шахматные, и человеческие элементы (на фронтисписе к «Зазеркалью» Рыцарь человечен, а «деревянность» и «шахматность» присутствуют только в виде намёка в изображении головы его коня). Эти его иллюстрации считаются более удачными: Алиса становится менее скованной, а в художественный язык иллюстраций приобретает виртуозность. Всего Джон Тенниел выполнил 42 иллюстрации к «Алисе в Стране чудес» и 50 — к «Зазеркалью». Они в большой степени предопределили дальнейшую историю иллюстрирования сказок Кэрролла, стали «иконографическим каноном», сковывая или даже подавляя воображение более поздних художников. Современники, однако, восприняли иллюстрации Тенниела с недоумением. Один из них писал: «Иллюстрации мистера Тенниела грубоваты, мрачны, неуклюжи, несмотря на то, что художник чрезвычайно изобретателен и, как всегда, почти величествен». Брукер считает, что Льюис Кэрролл сообщает в своих произведениях очень мало деталей внешности своих персонажей, поэтому установившуюся иконографию его героев создал на самом деле Тенниел.
Эскизы иллюстраций Джона Тенниела были сделаны на бумаге, но окончательные варианты создавались прямо на деревянных досках из самшита. Гравировка осуществлялась Эдвардом Делзелом, одним из лучших специалистов своего времени. Чтобы не наносить ущерб деревянным формам, печать осуществлялась не с гравюр, а с их гальванопластических слепков. Качество печати иллюстраций поэтому долгое время было низким. Из-за этого, например, весь первый тираж «Алиса в Стране чудес» был уничтожен (в продажу поступил только второй тираж).
Гравюры первого издания долгое время считались утраченными, но в 1985 году их случайно обнаружили. В 1988 году издательство Macmillan выпустило небольшой тираж гравюр с оригинальных деревянных форм (всего 250 экземпляров), с исключительным, по мнению специалистов, качеством. Оттиски были сделаны Джонатаном Стефенсоном в типографии Rocket Press, графство Оксфордшир. Это издание иллюстраций Джона Тенниела к «Алисе в Зазеркалье» было впервые экспонировано в России галереей «InArtis» в марте 2010 года в Москве в особняке Спиридонова.
- Джон Тенниел. Кролик
- Джон Тенниел. Алиса и Кролик
- Джон Тенниел. Алиса и Гусеница
- Джон Тенниел. Грифон
- Джон Тенниел. Игра в крокет

## Иллюстрации эпохи модерн
Для эпохи модерна характерно резкое расширение диапазона технических приёмов создания иллюстраций к сказкам Кэрролла и смешение различных техник. Во многом это было связано как с изменением эстетических представлений, так и с выросшими возможностями типографской техники.
До 1907 года попытки иллюстрировать книги Кэрролла предпринимались редко. В 1896 году в США вышла «Алиса в Стране чудес», а в 1899 году — «Алиса в Зазеркалье» с иллюстрациями Бланш Макманус. В том же 1899 году художница сделала цветные гравюры к «Стране чудес», добавив к контрасту черного и белого еще два цвета: оливково-зеленый и ярко-красный.
Гравюры Макманус к двум сказкам об Алисе исполнены в стилистике модерна, однако не отличаются вычурностью. К недостаткам художественный критик О. В. Синицына относит одномерность в характеристике героев сказки и статичность. Даже иллюстрация к полету Алисы по кроличьей норе в трактовке Макманус не отличается динамизмом. Алиса медленно спускается вглубь земной толщи, только ее развевающиеся волосы показывают зрителю, что она летит вниз. По стенам Кроличьей норы развешаны изображения сцен из книги: Безумное чаепитие, Улыбка Чеширского Кота, Грифон с Черепахой, подробная карта Страны чудес. Такого подробного изображения нет больше в этой сцене ни у одного художника, но оно лишает композицию динамики. Художница достаточно вольно обращалась с текстом Кэрролла. В сцене «Морж и Плотник» она вместо устриц изобразила мидий в модной обуви. Плотник у неё молод, это добродушный юноша, что не соответствует образу коварного злодея у писателя.
Среди появившихся в период с 1899 по 1907 года (после смерти писателя) изданий выделяются высокими художественными достоинствами иллюстрации Питера Ньюэлла. Синицына считает, что он первым после Джона Тенниела создал собственный мир сказок Кэрролла. Ньюэлл написал 40 акварелей и сопроводил каждую цитатой из текста. В издании «Алисы в Стране чудес» 1901 года, однако, только одна акварель была воспроизведена в цвете. Иллюстрации располагались на вклейках, что подчёркивало их автономность и замкнутость. Для композиции характерны вертикальный формат и высокая линия горизонта, театральность. Художник сумел передать многогранность и внутреннюю энергию героев, но его многофигурные композиции статичны.
В 1907 году истёк срок действия британского авторского права на издание книги Кэрролла, что стало причиной повышенного интереса к ней издателей. Среди иллюстраторов этого времени — представители викторианской сказочной живописи Артур Рэкем, братья Чарльз и Томас Робинсон, Гарри Раунтри, Томас Майбанк (последний, с точки зрения Овендена, делал акцент на индивидуальном стиле и достаточно вольно относился к задаче иллюстрировать сам текст). Артур Рэкем был уже признанным мастером книжной иллюстрации. Для издания «Алисы» он создал обложку, фронтиспис, титульный лист, серию акварелей к эпизодам сказки, сделал многочисленные перьевые рисунки. Каждая глава начинается с буквы-заставки в средневековом стиле. Акварели Рэкема выдержаны в тонкой цветовой гамме с сочетанием оттенков серого, лилового, оливкового. Линии прихотливы и выразительны. Синицына отмечает, что в иллюстрациях Рэкема поражает воображение и мастерство, ему лучше всего удались гротескные вымышленные существа, а также образ Алисы. Алиса у Рекэма взрослее и духовно богаче, чем у Тенниела. Книга с иллюстрациями художника к настоящему времени занимает второе место по числу переизданий после книги с иллюстрациями Тенниела.
В 1907 году появилось издание «Алисы» с 8 цветными и 112 графическими иллюстрациями Чарльза Робинсона. Он иллюстрировал каждую страницу книги. Герои его иллюстраций развёрнуты анфас к зрителю, что придаёт им декоративность и театральную статичность. Иллюстрации оформлены рамками с орнаментальными мотивами, которые характерны для ювелирных изделиях стиля модерн. Для них характерны изысканный ритм чёрного и белого цвета, уравновешенность сложных асимметричных композиций, плавное движение мягких линий. Композиции не перегружены деталями. Синицына считает, тем не менее, что внешний эстетизм доминирует у Робинсона над глубиной и тонкостью характеристик персонажей.
В 1908 году вышло английское издание «Алисы» с цветными акварелями Гарри Раунтри. Он приехал в Лондон из Новой Зеландии в 1901 году с папкой работ для демонстрации работодателям. Первый же работодатель посоветовал ему приобрести обратный билет до Новой Зеландии. Уже к 1908 году Раунтри, однако, успел завоевать славу одного из лучших карикатуристов Великобритании и специалиста по изображению животных. В отличие от других иллюстраторов Раунтри обычно выбирал сюжетами для своих зарисовок «нехрестоматийные» сцены. Многие эпизоды сказок Кэрролла до настоящего времени проиллюстрировал только он. Так, Раунтри различным образом проиллюстрировал словесные каламбуры, возникающие в разговоре Алисы и Герцогини. Он — единственный, изобразивший горчицу в виде «кусачего» фламинго. Более позднее чёрно-белое издание «Алисы» Гарри Раунтри гораздо традиционнее и менее оригинально в выборе сюжетов.
- Питер Ньюэлл. Алиса и Белый рыцарь, 1902
- Питер Ньюэлл. Алиса и Белый рыцарь, 1902
- Питер Ньюэлл. Алиса и королевы, 1902
- Артур Рэкем. Алиса, 1907
- Артур Рэкем. Алиса и карты, 1907
- Артур Рэкем. Алиса с фламинго, 1907

## Иллюстрации 10—40-х годов XX века
Синицына выделяет два направления, по которым развивалось иллюстрирование книг Кэрролла после 1910 годов: 
- издания, предназначенные для взрослых, в которых иллюстрации становятся способом самовыражения художника. Художников привлекает абсурд, сюрреализм, они демонстрируют ассоциации с современностью;
- издания для детей, направленные на прямое воспроизведение сюжетов книг Кэрролла и адаптацию их к пониманию ребёнка.

Захарова, Шувалов и Щербакова отмечают происходящую в это время тенденцию упрощения образов в иллюстрациях к книгам Кэрролла с одновременным нарастанием сюрреалистичности в их трактовке.
В традициях позднего стиля модерн выполнил иллюстрации «Алисы» в 1911 году англичанин Джордж Соупер (англ. George Soper, 1870—1942). Для титульного листа он создал целую геральдическую композицию: девиз — свиток с названием издательства, здесь же щит, который лежит на корнях куста розы и поддерживается тремя мышами. На нём — портрет Белого Кролика, на который облокотились Валеты Червей и Бубен. Над портретом — лицо Алисы с развевающимися локонами и маскарон — декоративный мотив архитектуры модерн. Над «щитом» — куст роз, на фоне которого помещено заглавие книги. Заставка издания изображает благородного старца (под которым подразумевается автор) и девочек в лодке, но она кажется манерной и слащавой, так как Кэрролл был вовсе не стар во время сочинения Алисы. Художник иллюстрировал каждую страницу, делая графические заставки, включая в текст небольшие рисунки, помещая некоторые иллюстрации на отдельные страницы, добавляя цветные вклейки.
Грэм Овенден выделяет среди иллюстраций 1920-х — 1940-х годов работы забытых к настоящему времени художников Филипа Гофа (англ. Philip Gough, у него персонажи сказок Кэрролла перенесены в изысканную эпоху рококо и представляются придворными французского короля), Франклина Хьюза (англ. Franklin Hughes, в его иллюстрациях, созданных в 1931 году, соединяются плоский геометрический стиль и стремление перенести действие книг писателя в современные художнику США), англичанина Эдгара Турстана (англ. Edgar Thurstan, издание не датировано, вышло около 1921 года, чёрно-белые иллюстрации в полную страницу), шведа Густава Роберта Хёгфельдта (англ. Gustav Robert Högfeldt, 1894—1986, иллюстрации опубликованы в 1945 году, у него, по мнению Овендена, наиболее удачно получились животные, окружающие главную героиню). 
Выпускница Брайтонской школы искусств Гвинед М. Хадсон (англ. Gwynedd M. Hudson, 1881 — около 1935) в 1922 году изобразила Алису в издании de luxe (вошедшем в портфолио нью-йоркского литературного журнала The Bookman в 1922 году, и признанном тогда одной из лучших трактовок сказок Кэрролла) блондинкой девяти лет с длинными прямыми волосами. Её овальное лицо, фигура и одежда соответствуют стилю флэппер, характерному для эмансипированных девушек поколения «ревущих двадцатых». Она носит короткое белое платье с пышными рукавами, на шее — красное ожерелье из бисера. Клевер и Эрдман отмечают, что этот наряд представляется более подходящим для детской вечеринки в семье среднего класса, чем для приключений, описанных Кэрроллом. На иллюстрациях девочка изображена в сдержанных и скромных позах, чаще всего поднимающейся на цыпочках или изгибающейся в талии. Сам образ Алисы, по их мнению, вторичен по отношению к дизайну иллюстраций и другим персонажам, которые часто воспринимаются как основные в иллюстрациях Хадсон.
В тридцатые годы возникла тенденция изображать героиню сказок Кэрролла девочкой более старшего возраста. Зрелая Алиса Д. Р. Секстона (англ. D.R. Sexton), по мнению искусствоведа, больше подходит для украшения коробки конфет, чем для путешествия по Стране чудес. Алиса на иллюстрациях Дж. Мортона Сэла к «Алисе в Зазеркалье» 1933 года предстаёт как самоуверенная девушка позднего подросткового возраста, живущая в «эпоху джаза» двадцатых годов, умело пользующаяся помадой, в туфлях с высокими каблуками и вечернем платье с широким вырезом. По мнению художественного критика, на иллюстрациях с Белой Королевой их можно принять за сестёр.
Крупным явлением книжной иллюстрации 40-х годов стало появление иллюстраций к «Алисе в Стране чудес» и «Алисе в Зазеркалье» английского писателя, поэта, драматурга и художника Мервина Пика. Ему было поручено создать серию из 70 чёрно-белых рисунков, которые считаются одной из его лучших работ в качестве иллюстратора. Оригиналы многих из них были сделаны на некачественной бумаге военного времени и оставались недоступны для исследователей. В настоящее время они восстановлены до первоначального своего состояния и чёткости благодаря сочетанию традиционной реставрации и новейшим компьютерным технологиям. Чтобы сохранить единство стиля во всей серии иллюстраций, реставрация осуществлялась одним человеком — художницей Хетер Оливер, освоившей стиль и приёмы Пика. Мервин Пик был эксцентричным и остроумным человеком, независимым от литературных и художественных движений своего времени. Стокгольмское издательство «Zephire Books» поручило ему проиллюстрировать «Приключения Алисы в стране чудес» и «Алису в Зазеркалье» в 1945 году, а опубликовало его иллюстрации в 1946 году. Пик сделал сотню рисунков для проекта, из которых только 67 были использованы для оригинальной шведской публикации. В соответствии с действовавшим в Швеции авторским правом это издание не могло продаваться в Великобритании или Америке. Только в 1954 году было получено разрешение на издание книги в Лондоне.
Персонажи иллюстраций Пика охвачены тревогой и раздражением: Чеширский Кот кипит злобой, которую с трудом подавляет, Белый Кролик хмурится, Лев недоволен уже тем, что ему предстоит сразиться с Единорогом. Друг художника, писатель Грэм Грин, отмечал, что и его главная героиня «Алиса слишком взрослая».

## Иллюстрации после Второй мировой войны
Алиса Сальвадора Дали — силуэт девушки со скакалкой, путешествующей со страницы на страницу на фоне смутных фонов (серия иллюстраций выполнена в 1969 году и издана нью-йоркским издательским домом Random House, она включает 12 гелиогравюр и фронтиспис — четырёхцветная оригинальная гравюра с подписью, размеры работ: высота гравюр — примерно 37,4 сантиметров, ширина — 28). В отличие от более ранних работ Дали его иллюстрации к Алисе выполнены в акварели, а не в строгой графике, в них ощущается больше свободы, однако присутствуют и традиционные образы художника (например, растекающиеся на солнце часы).
Мир «Алисы в Стране Чудес» в иллюстрациях финской художницы и писательницы Туве Янссон домашний и даже земной. На страницах книги в её иллюстрациях можно увидеть сниффов, хомс, клипдасса, мюмл и филифьонок. Её пейзажи больше подходят не к Англии, а к ландшафтам Скандинавии. В 1977 году вышла книга Туве Янссон «Опасное путешествие», где на первой же странице появилась девочка с кошкой, напоминающая Алису из иллюстраций Янссон к сказкам Кэрролла. Имя девочки — Сусанна, её прототипом послужила племянница писательницы — София Янсон.

### Сказки об Алисе в творчестве представителей поп-арта
Иллюстрации одного из самых влиятельных деятелей направления поп-арт Питера Блейка к «Алисе в Зазеркалье» были созданы в 1970 году. По одной версии, моделью для него послужила юная художница Селия Уонлесс (англ. Celia Wanless), по другой, основой для иллюстраций Блейка стали созданные самим художником фотографии другой девочки — Амелии Гатакр (англ. Amelia Gatacre). Фотографии эти сохранились и достаточно известны. Фотосессия прошла в Нидерландах, в коттедже, который принадлежал другу Блейка Питеру Гатакру. Сад коттеджа был основан на образах Страны чудес Кэрролла: там были цветочные клумбы, домики с соломенными крышами, пруд, река с лодкой. Блейк взял платье для Алисы напрокат у театрального костюмера. Художник вспоминал позже, что давал Амелии инструкции: «Солдаты приближаются к лесу. Ты испугалась — приложи руки к ушам». Он фотографировал её в таком положении, а на основе фотографии создавал акварель. Блейк признавался, что в детстве не читал сказки Кэрролла и сделал это только после того, как его собственной дочери исполнилось девять лет.
Иллюстрации Грэма Овендена созданы в 1969—1970 годах и также обычно относятся искусствоведами к поп-арту, который в это время достиг максимальной популярности. Блейк и Овенден не изображают конкретных сцен из произведений писателя. Овенден изобразил только саму Алису крупным планом в разные моменты повествования с различным выражением лица. Работы художников различны по стилю. Для рисунков Блейка характерно обилие ярких, контрастных цветов, в работах Овендена присутствует мягкая размытость. Уилл Брукер характеризует его рисунки как сверхъестественные снимки из мира гротесков, а саму Алису называет фотореалистичной, сравнивая её веснушчатый образ со сценическим имиджем молодого Мика Джаггера и с Вилли Вонкой, созданным фантазией Роальда Даля, одетым в шоколадного цвета шнурки, бутылочно-зелёные носки и психоделическую рубашку.
В 1975 году галерея Тейт приобрела большую партию из 34 работ Грэма Овендена, созданных в начале 1970-х годов, среди которых была и серия иллюстраций к сказкам Льюиса Кэрролла. На выставке «Алиса в Стране чудес» в Ливерпуле в 2011 году демонстрировались восемь из этих иллюстраций, находившихся к этому времени в собрании галереи. В 2013 году Овенден, которому тогда было уже 70 лет, был признан виновным по шести пунктам обвинения в совершении сексуальных преступлений по отношению к детям, в непристойном поведении и развратных действиях по отношению к трём девушкам (он смог избежать тюрьмы и получил 12 месяцев лишения свободы условно). Сразу после начала судебного процесса галерея Тейт удалила работы Овендена из постоянной экспозиции и со своего сайта.
Ральф Стедман, получивший известность иллюстрациями к роману Хантера Томпсона «Страх и отвращение в Лас-Вегасе», в иллюстрациях к Алисе Кэрролла сделал акцент на сатирическом аспекте сочинений писателя. Алиса Стедмана — «дитя природы и цветов», она не принадлит реальному миру. По мнению искусствоведов, остальные обитатели Страны Чудес «напоминают представителей таких неформальных субкультур, как хиппи и растаманы». Они изображены художником с атрибутами субкультур: круглыми очками с разрисованными стеклами, огромными наушниками, полосатыми галстуками и «рокерскими» жилетками. Его иллюстрации одновременно сюрреалистичны и современны. Стедман сопроводил книгу Кэрролла введением, в котором дал каждому герою словесную психологическую характеристику. Герцогиня Кэрролла у него — «бывшая старлетка, выскочившая замуж за аристократа. Тётка высокого класса, сошедшая на нет. В её маленьком мозгу зародилась обывательская философия, позволяющая не терять лица на людях».

### Иллюстрирование сказок об Алисе на рубеже веков
Среди работ рубежа веков выделяются оригинальностью трактовки и высокими художественными качествами иллюстрации австрийской художницы Лисбет Цвергер к «Приключениям Алисы в Стране чудес» (1999). Её «игривые акварели», по словам профессора Кингстонского университета Уилла Брукера, «имеют ясность и цветовую гамму голландского интерьера; а её остроумие и тонкость линии напоминают Брейгеля». Иллюстрации Хелен Оксенбери украшают почти каждую страницу издания сказок Льюиса Кэрролла (1999). Они удостоились Приза Курта Машлера в год публикации и медали Кейт Гринуэй в 2000 году. Одна лишь британская пресса опубликовала двадцать один восторженный обзор этих работ с 1999 по 2001 год (работы Цвергер СМИ почти не заметили). Газета The Guardian назвала иллюстрации Оксенбери «Алисой нового тысячелетия», а The Sunday Telegraph писала, что художница «оживляет Алису для современного ребёнка совершенно новым и доступным способом». В газете The Independent говорилось: «Исчезла фарфоровая Алиса в причудливых юбках. Эта Алиса небрежно одета, она — ребёнок сегодняшнего и завтрашнего дня». Оксенбери в интервью рассказывала, что пыталась сознательно отойти от традиции, идущей от Тенниела. Однажды (в 1995 году) она случайно увидела девочку Мадлен Сэльвэдж (англ. Madeleine Salvage) у ручья и сразу поняла, что нашла свою Алису (позже выяснилось, что сама девочка обожает книги Кэрролла). У неё были длинные тонкие руки и ноги, копна длинных вьющихся светлых волос. Художница зарисовывала, как она играет с воздушными шарами и качается на качелях. Оксенбери изобразила героиню Кэрролла в короткой юбке и кроссовках, обаятельным и шаловливым десятилетним ребёнком, который стремится познакомиться поближе с загадочными, но симпатичными существами, на которых натыкается в своих путешествиях. Страна чудес Кэрролла, по выражению Уилла Брукера, превращена Оксенбери в «парк бесплатных аттракционов». Напротив, работы Цвергер изображают опасное путешествие ребёнка через враждебный ему взрослый мир. Наиболее впечатляющей в её иллюстрациях является холодная и жестокая атмосфера, созданная фантазией художницы.
Интересным Уиллу Брукеру представляется изображение Хелен Оксенбери старшей сестры Алисы. Она значительно старше Лорины, реальной сестры Алисы Лидделл, которой было около тринадцати лет, когда история была написана. Оксенбери изображает девочку на трёх иллюстрациях. Она выглядит на восемнадцать—двадцать лет, одета в белую футболку и юбку, с волосами более тёмными, чем у Алисы. В конце приключений (последняя иллюстрация), видя, что Алиса проснулась, она кладёт свою книгу на траву и целует Алису в щёку. Первая страница иллюстраций художницы изображает вечер, очевидно, ещё теплого летнего дня. Девушка сидит под деревом, к ней прислонилась спиной лежащая на траве Алиса. Старшая сестра подпирает кулаком подбородок, погрузившись в чтение книги. Листья опадают с дерева. Изображение передаёт созерцательное состояние размышления над уже закончившимися или ещё не начавшимися приключениями героини сказки.
Французская художница Ребекка Дотремер, изображая Алису, ориентировалась на фотографии реальной Алисы Лидделл, которые сделал сам Льюис Кэрролл. Во французских изданиях «Алисы в Стране чудес» даже установилась традиция размещать в конце изданий книги с её иллюстрациями одну из фотографий девочки. В своём интервью художница отметила: «Читая текст, я заметила, что многие вещи, которые мы считаем данными, что Безумный шляпник похож на Джонни Деппа, что Алиса — блондинка в бело-голубом платье — всего этого нет в тексте. И я, когда перечитывала текст, старалась разделять клише, которые появились позже, в том числе благодаря диснеевской экранизации, и то, что на самом деле написал Кэрролл. И оказалось, что если просто отринуть клише, то можно рисовать по-новой». Художественные критики отмечают минимализм иллюстраций Дотремер.
Иллюстрации к «Алисе в Стране чудес» (70 иллюстраций в цвете) были созданы художником Робертом Ингпеном в 2009 году. Алиса Ингпена — энергичная девочка с каштановыми волосами, характерными для картин Тициана. На ней белое или голубое платье и белый фартук, характерные для некоторых ранних иллюстраций к сказке. Приглушённые цвета акварели и «лёгкая и приятная нечёткость» рисунка придают иллюстрациям ощущение погружённости в фантастический мир образов Кэрролла.
Испанская художница Леонор Соланс опубликовала в 2012 году иллюстрации к первоначальному варианту книги Кэрролла о приключениях Алисы. Основой для них стала серия больших, выполненных маслом по холсту картин, представленных к 150-летию выхода этой книги в свет. Отец художницы Модест Соланс Мур перевёл на испанский язык текст Кэрролла. По отзыву бразильского искусствоведа Адрианы Пелеадо, иллюстрации Соланс — это не просто эпизоды повествования, но ещё и состояния магических открытий. Подобно собственным иллюстрациям Кэрролла к рукописи, героиня смотрит в глаза зрителя, что вызывает ощущение тревоги и «желание бросить вызов нашим самым заветным мечтам». Алиса на этих иллюстрациях имеет смелость рисковать, путешествуя в чужих садах и участвуя в странных играх. Зритель сам становится Алисой, ожидая от привычного для себя мира приключений и сюрпризов.
Издание «Алисы в Стране Чудес» 2013 года иллюстрировала художница Джулия Сарда. Её Алиса, по мнению искусствоведов, получилась мультипликационной, смешливой и легкомысленной, резко отличающейся от традиционной трактовки образа. Иллюстрации выполнены в цвете, но художница сознательно сузила свой цветовой диапазон, в её рисунках прослеживается преобладание холодных тонов, упрощение форм, отсутствуют тень и объём.
Бразильский художник Алехандро Рампазо упрощает свой рисунок в графике к сказкам Кэрролла. В его иллюстрациях чёрные бусины заменяют глаза, набор ярких и насыщенных цветов сведён к минимуму, формы угловаты. «Алиса» американского иллюстратора Кори Годбея отличается мрачным колоритом и сознательным упрощением фона для концентрации внимания зрителя на главных персонажах. «Преобладание синих, зелёных, фиолетовых и других холодных тонов делает иллюстрации отстранёнными и туманными, а нарочито скупые пейзажи придают работам Кори легкий налет потерянности и одиночества».

### Мультикультурная традиция
В особую группу выделяют искусствоведы иллюстрации, на которых Алиса и её приключения предстают частью некоей туземной культурной традиции, резко отличающейся от европейской. К этой традиции, в частности, относятся иллюстрации австралийской художницы Донны Лесли, которая принадлежит к одной из местных народностей. Лесли — дипломированный историк искусства, её докторская диссертация посвящена искусству аборигенов Австралии и вышла отдельной книгой «Искусство аборигенов: творчество и ассимиляция» в издательстве Macmillan Publishers в 2008 году. Живописные произведения Лесли вдохновлены туземным, колониальным искусством XIX века и современными течениями. В книге представлены параллельно два текста — пересказ Нэнси Шеппард «Алисы в Стране чудес» на языке питянтятяра и его перевод на английский язык. Книга о приключениях Алисы вышла в 1992 году под названием на языке питянтятяра «Alitjinya Ngura Tjukurmankuntjala» (рус. «Алиса в Стране чудес»). Иллюстрации верно передают дух и события сказки Кэрролла, но изображают их на фоне австралийского пейзажа, животных, растений и культуры аборигенов. Алиса и сама предстаёт обнажённой девочкой-аборигеном, которая обеспокоена, что приключения в вымышленной стране могут помешать ей вырасти и стать женщиной. В 1993 году Донна Лесли получила за эту работу национальную Премию Кричтона за детскую книжную иллюстрацию, а сами иллюстрации были представлены на выставке в Австралийском центре современного искусства.
Книга «Алиса» Вупи Голдберг, проиллюстрированная выпускником Школы дизайна Род-Айленда Джоном Рокко и изданная в 1992 году, представляет собой рассказ о девочке-афроамериканке, которая покидает родной Нью-Джерси и отправляется в фантастический Нью-Йорк в поисках богатства. Она должна преодолеть опасности взрослого мира, научиться ценить то, что оставила дома. История Голдберг короче и гораздо проще, чем у Кэрролла. Тем не менее, в ней много ссылок на сказки Кэрролла как в сюжете, так и в красочных иллюстрациях, созданных художником.

### Иллюстрирование сказок Кэрролла советскими и российскими художниками
Среди известных советских и российских художников, иллюстрировавших сказки Кэрролла:
- Валерий Алфеевский (1958),
- Анатолий Мосин (1960),
- Май Митурич (1968—1969), народный художник РСФСР, лауреат Государственной премии РСФСР, действительный член Академии художеств СССР,
- Эдуард Гороховский (1975),
- Лидия Шульгина (1991),
- Александр Кошкин, заслуженный художник РФ (в 2009 году он получил серебряную медаль Российской Академии художеств за создание серии иллюстраций к книге «Алиса в стране чудес», изданной в 2006 году[75]).

Новый подход к сказкам Кэрролла об Алисе увидели искусствоведы в иллюстрациях Мая Митурича-Хлебникова. Он сознательно отказался от попыток показать «причудливый и гротескный мир несуразных существ и нелепых происшествий, как это делают почти все иллюстраторы данных сказок».
Широкую известность получили иллюстрации советского графика Геннадия Калиновского. Знакомые художника рассказывали, что для работы над «Алисой в Стране чудес» в пересказе Бориса Заходера (1974) он полностью изолировался от внешнего мира и даже заклеил окна бумагой. В своих иллюстрациях ему удалось создать метафизический чёрно-белый мир (была использована техника «штрихового пера»), в котором отсутствует небо. Алиса переместилась в этот мир, приняла его безумную игру и стала его частью (в своём интервью художник рассказывал, что в образе главной героини сказок Кэрролла «нарисовал свою соседку Леночку П.»). «Алиса в Зазеркалье» в переводе Владимира Орла (1980) выполнена в другой технике — «отмывке чёрной тушью», что по замыслу художника должно было передавать ощущение растворения героини в зеркальном мире. Позже Калиновский ещё раз проиллюстрировал «Алису в Стране чудес», но уже в переводе В. Орла. О своей работе он писал:

«Книга Л. Кэрролла, на мой взгляд, не сказка. Сказка лишена парадоксальности… Это первое. Второе — это своего рода роман из жизни парадоксов. Третье — это, возможно, пародия традиционного математика, каким был Кэрролл, на положения новой неевклидовой математики, к которой, как известно, профессор Доджсон относился весьма иронически…Этот аспект книги я плохо ощущал, ибо не в ладах с высшей математикой, и просто поверил на слово. Четвёртое — книга написана в ключе визионерского ощущения бытия, как сновидение»— Геннадий Калиновский. Как создаётся книжная иллюстрация
Иллюстрации современной художницы Юлии Гуковой на первый взгляд представляются читателю хаотичными. Она продолжает сюрреалистическую традицию Сальвадора Дали. При этом иллюстрациям свойственна пластика, образность, они носят повествовательный характер и точно передают содержание. Современный канадский художник Олег Липченко, родившийся в советской Украине, стал лауреатом канадской национальной премии имени Элизабет Мрэйзик-Кливер 2009 года в области книжной графики за иллюстрации к книге Льюиса Кэрролла «Алиса в Стране чудес» (2009, издательство «Tundra Books»).
Крупное собрание оригиналов книжных иллюстраций и редких книг Кэрролла об Алисе собрал московский коллекционер Виктор Новичков. Увлечение начиналось как бизнес в 90-е годы, связанный с высокими ценами в Великобритании на иллюстрации советских художников к книгам Кэрролла, но постепенно превратилось в хобби. К настоящему времени его коллекция не имеет аналогов в России, ведущее место занимают в ней работы отечественных художников, с которых начиналось собрание.